# Мартынов, Владимир Кириллович
Владимир Кириллович Мартынов (1919—1944) — участник освобождения Белоруссии от немецко-фашистских захватчиков в годы Великой Отечественной войны, командир роты 556-го стрелкового полка (169-я стрелковая Рогачёвская дивизия, 3-я армия, 1-й Белорусский фронт), старший лейтенант. Герой Советского Союза (24.3.1945).

## Биография
Родился 12 апреля 1919 года в деревне Дальновидово.
Работал в колхозе, затем — токарем-универсалом на заводе имени В. И. Ленина в городе Златоусте.
Учился в Житомирском военном училище. С 1941 года на фронте. Член ВКП(б) с 1943 года.
Командир стрелковой роты старший лейтенант В. К. Мартынов особо отличился в боях за освобождение Быховского района Могилёвской области Белорусская ССР. В ночь на 24 июня 1944 года рота под его командованием прорвала оборону врага, овладела высотой 150,9 юго-восточнее деревни Лудчицы. 19 часов рота отражала контратаки двух батальонов противника, поддерживаемых артиллерией и миномётами, уничтожила около 470 гитлеровцев. К исходу дня противнику удалось окружить роту. Бойцы во главе с командиром сражались до последнего патрона, но не покинули захваченного рубежа.
Похоронен на братском кладбище в 4 км от деревни Комаричи Быховского района Могилёвской области Белорусской ССР (урочище Могучий Партизан), на могиле установлена стела.

## Награды
- Указом Президиума Верховного Совета СССР от 24 марта 1945 года за мужество и героизм, проявленные в Белорусской стратегической наступательной операции, старшему лейтенанту Мартынову Владимиру Кирилловичу присвоено звание Героя Советского Союза (посмертно).
- Награждён орденом Ленина, двумя орденами Отечественной войны II степени (1.02.1944; 18.02.1944) и медалями.

## Память

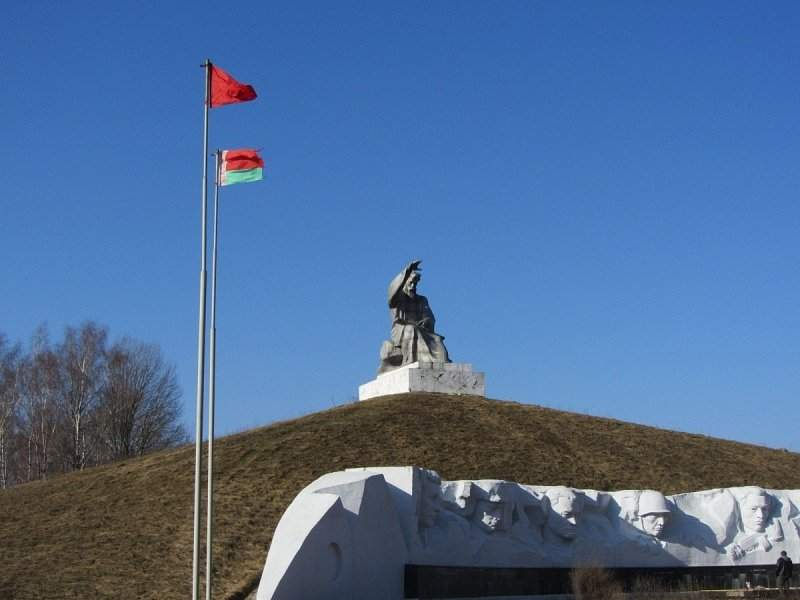
Мемориальный комплекс «Лудчицкая высота» около Лудчицы

- Мемориальный комплекс «Лудчицкая высота» около ЛудчицыИменем В. К. Мартынова названа улица в городе Быхов.
- На стене мемориального комплекса «Лудчицкая высота» около Лудчицы Быховского района Могилёвской области Республики Беларусь указано имя и в камне высечен образ Героя с барельефами ещё пяти человек, которые отличились в боях с врагами на высоте 150.9 м и освобождении Быховщины, получивших звание Героя Советского Союза за бой на этой высоте.